# Челкаси (Аліковський район)
Челка́си (рос. Челкасы, чув. Чулкаç) — присілок у складі Аліковського району Чувашії, Росія. Входить до складу Яндобинського сільського поселення.
Населення — 264 особи (2010; 309 у 2002).
Національний склад:
- чуваші — 99 %